# Рибейру, Томаш
Тома́ш Анто́ниу Рибе́йру Ферре́йра (порт. Tomás António Ribeiro Ferreira) более известен под именем Тома́ш Рибе́йру (порт. Tomás Ribeiro); до реформы 1911 года порт. Thomaz Ribeiro; 1 июля 1831, Парада-де-Гонта — 6 февраля 1901, Лиссабон) —  португальский политик, юрист, писатель, поэт, журналист. Представитель переходного периода от романтизма к постромантизму и реализму в португальской литературе 2-й половины XIX века.

## Порядок имён
- Ribeiro (Thomaz)
- Ferreira (Thomaz Antonio Ribeiro)
- Ribeiro Ferreira, Tomás António

В биографическом справочнике Portugal от более известного сокращённого имени писателя Ribeiro (Thomaz) указано перенаправление на главную статью Ferreira (Thomaz Antonio Ribeiro). 
В Указателе имён «Истории португальской литературы» А. Ж. Сарайва и О. Лопеш привели полное имя поэта: Ribeiro Ferreira, Tomás António, но в тексте монографии использовалось более узнаваемое сокращённое имя Tomás Ribeiro, T. Ribeiro.

## Биография

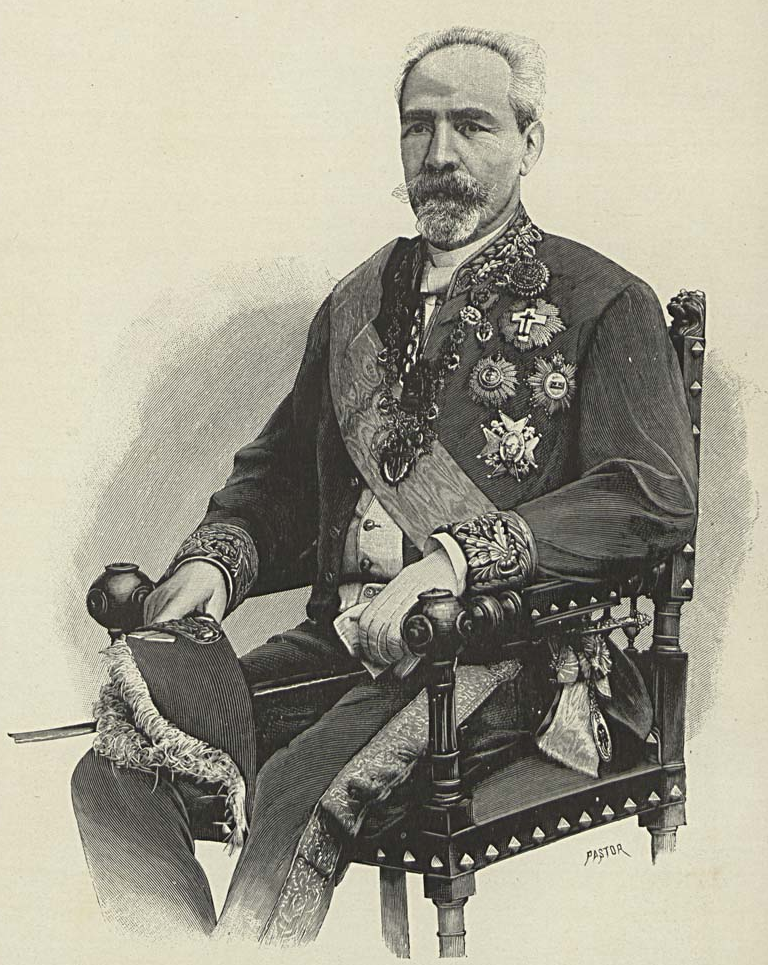
Тома́ш Рибейру с правительственными наградами Бразилии

Окончив в 1855 году юридический факультет Коимбрского университета и вернувшись в родные места, недолго занимался адвокатурой. В 1862 году был избран депутатом в местные органы власти и, завоевав симпатии, позднее возглавил муниципальную палату. Впоследствии занимал высокие правительственные должности.
Был назначен на пост главного секретаря правительства в Индии (1870—1872), основал в Гоа Институт Васко да Гамы. После возвращения в метрополию стал гражданским губернатором Порту и Брагансы. Будучи членом партии реставрации монархии (Partido Regenerador), в 1872 году был избран от неё депутатом, в 1882 году заседал в Палате пэров, в 1878 году занимал пост министра Военно-морского флота, в 1879 году — министра юстиции, в 1881 году — министра королевства, в 1890 году — ответственного за общественные работы. После восстановления дипломатических отношений с Бразилией в 1895 году был назначен министром при бразильском правительстве (послом). Как дипломат внёс огромный вклад в налаживание прерванных с Португалией отношений и был удостоен за это всевозможных правительственных наград Бразилии.

## Творчество
Тома́ш Рибейру избрал в качестве образца для подражания Виктора Гюго. Несмотря на наличие определённого воздействия реализма, в целом поэзия Рибейру носит постромантический характер.
А. Ж. Сарайва и О. Лопеш представили поэта-дипломата Т. Рибейру как лучшего представителя созерцательной лирики. В Португалии 1850—1860-х годов этот вид поэзии развивался параллельно с новеллой Камилу Каштелу Бранку и вылился в своеобразную разновидность повествовательной поэмы сентиментального толка (poema narrativo sentimentalista). Сарайва и Лопеш условно назвали данный жанр «поэмой-романом» (poema romanceado; poemas-romances — романы в стихах), который, по предположению какого-то критика, сформировался при влиянии оперных либретто. Литературные журналы тех времён публиковали много сочинений такого плана, среди них были и весьма успешные, но своей кульминации развитие жанра получило в творчестве Т. Рибейру.
В 1860-х годах Тома́ш Рибейру входил группу молодых начинающих авторов романтической направленности, собравшихся вокруг литературного журнала O Trovador и Антониу де Каштилью, который оказывал им поддержку, став для них своего рода официальным крёстным отцом (um padrinho oficial).
Первая книга Т. Рибейру, «Дон Жайме» (D. Jaime), вышла в 1862 году с чрезмерно хвалебным предисловием А. де Каштилью и обрела невиданный успех. Однако и критика была единодушна в своих похвалах молодому поэту. Сочинение имеет структуру новеллы и содержит модные по тем временам элементы: обесчещенная и покинутая женщина, преследуемый герой, предательское убийство, несправедливое заключение в тюрьму, и далее в том же роде. Томаш Рибейру заимствовал прогрессивную гуманистическую тематику Виктора Гюго, исследовав естественные желания человека, социальные причины преступления, право на мятеж во имя чувства внутренней справедливости, противоречащей действующему законодательству, веру в неизбежный прогресс, и так далее.
В некоторых аспектах Антониу де Каштилью сравнил «Дона Жайме» с «Лузиадами» Луиша де Камоэнса, но Жуан де Деуш выступил с язвительной критикой такой позиции.
О первом сочинении Томаша Рибейру Камилу Каштелу Бранку писал следующее: «„Дон Жайме“ обрёл необычайный успех, взбудоражил сонные головы тысяч читателей. Пробудил дремавший вкус к поэзии и оживил патриотическое достоинство. Принёс бурю в охваченное штилем литературное море». 11 декабря 1862 поэт был избран членом-корреспондентом, затем действительным членом и позднее вице-президентом Лиссабонской академии наук.
В последовавшей в 1868 году поэме A Delfina do Mal поэт развил заявленную тенденцию романа в стихах. В ней, также как и в «Доне Жайме», автор следовал программе «разбить на осколки облицовку романтизма из искусственного мрамора» и «оголить мох на скале и трещины на фасаде». Во вступлении автор настаивал на большой значимости действенной практической и социальной роли поэзии, Каштелу Бранку в своём предисловии заявил, что книга представляет собой первое произведение реалистической школы (escola realista). Ранее никто из португальских авторов, кроме Каштелу Бранку в новелле и Жулиу Диниша в романе, не приближался столь близко к реалистическим описаниям нравов.
Следом вышла поэтическая антология Sons que Passam. В двухтомных Jornadas, очерках о путешествии по Индии, описал экзотику Востока, в патриотическом духе воспел славу былых завоеваний португальцев. Рибейру отдал дань публицистике, сотрудничал с периодическими изданиями, основал ряд политических газет, которые, впрочем, просуществовали не долго. Писал предисловия к изданиям произведений португальских авторов, в частности к сочинениям Марии Ваш де Карвалью и Камилу Каштелу Бранку.

## Избранные публикации
- 1862 — D. Jaime ou a dominação de Castela (к 1985 году по меньшей мере 13 изданий[12])
- 1868 — A Delfina do Mal (поэма)
- 1868 — Sons que Passam (поэтический сборник)
- 1873 — A Indiana (антракт в стихах, для театра)
- 1873—1874 — Jornadas (2 тома путевых заметок о путешествиях по Азии)
- 1880 — Vésperas (поэтический сборник)
- 1880 — Empréstimo de D. Miguel (эссе)
- 1890 — Dissonâncias
- 1891—1892 — História da Legislação Liberal Portuguesa (эссе)